# King's Dead
King's Dead è un singolo dei rapper statunitensi Jay Rock, Kendrick Lamar e Future e del cantante britannico James Blake, il secondo estratto dalla colonna sonora del film Black Panther e pubblicato l'11 gennaio 2018. La canzone ha vinto il premio per la Miglior interpretazione rap e ha ricevuto una nomination per la Miglior canzone rap ai Grammy Awards del 2019.

## Video musicale
Il video musicale è stato pubblicato il 15 febbraio 2018 sul canale Vevo-YouTube di Jay Rock ed è diretto da Dave Free e Jack Begert.

## Tracce
Testi e musiche di Kendrick Duckworth, Johnny McKinzie, Nayvadius Wilburn, James Litherland, Michael Williams II, Samuel Gloade, Antwon Hicks, Mark Spears e Travis Walton, eccetto dove indicato.
Download digitale
1. King's Dead – 3:50

Download digitale – Remix
1. King's Dead (Remix) – 2:16 (Jo-Vaughn Scott, Jahseh Onfroy, Michael Williams II, Travis Walton)

## Remix
L'8 marzo 2018 XXXTentacion e Joey Badass hanno pubblicato un remix del singolo.

## Formazione
Musicisti
- Jay Rock – voce
- Kendrick Lamar – voce
- Future – voce
- James Blake – voce
- XXXTentacion – voce (remix)
- Joey Badass – voce (remix)

Produzione
- Mike Will Made It – produzione
- Teddy Walton – produzione
- Sounwave – produzione aggiuntiva
- 30 Roc – co-produzione
- Twon Beatz – co-produzione
- Matt Schaeffer – registrazione, missaggio
- Mike Bozzi – mastering
- Eric Manco – registrazione